# Liste der Forstwirtschaftsminister Namibias
Dies ist eine Liste der Forstwirtschaftsminister Namibias.

## Minister
| Nr. | Foto                                                                                                | Name                                                                                                | Lebensdaten                                                                                         | Partei                                                                                              | Kabinett                                                                                            | Amtszeit (Beginn)                                                                                   | Amtszeit (Ende)                                                                                     |
| Minister für Landwirtschaft, Wasser und Forstwirtschaft Minister of Agriculture, Water and Forestry                | Minister für Landwirtschaft, Wasser und Forstwirtschaft Minister of Agriculture, Water and Forestry | Minister für Landwirtschaft, Wasser und Forstwirtschaft Minister of Agriculture, Water and Forestry | Minister für Landwirtschaft, Wasser und Forstwirtschaft Minister of Agriculture, Water and Forestry | Minister für Landwirtschaft, Wasser und Forstwirtschaft Minister of Agriculture, Water and Forestry | Minister für Landwirtschaft, Wasser und Forstwirtschaft Minister of Agriculture, Water and Forestry | Minister für Landwirtschaft, Wasser und Forstwirtschaft Minister of Agriculture, Water and Forestry | Minister für Landwirtschaft, Wasser und Forstwirtschaft Minister of Agriculture, Water and Forestry |
| --- | --------------------------------------------------------------------------------------------------- | --------------------------------------------------------------------------------------------------- | --------------------------------------------------------------------------------------------------- | --------------------------------------------------------------------------------------------------- | --------------------------------------------------------------------------------------------------- | --------------------------------------------------------------------------------------------------- | --------------------------------------------------------------------------------------------------- |
| 01 | | Nangolo Mbumba                                                                                      | 1941–                                                                                               | SWAPO                                                                                               | Nujoma II                                                                                           | 1995                                                                                                | 1996                                                                                                |
| 02 | | Helmut Angula                                                                                       | 1945–                                                                                               | SWAPO                                                                                               | Nujoma II                                                                                           | 1996                                                                                                | 2000                                                                                                |
| Minister für Landwirtschaft, Wasser und Ländliche Entwicklung Minister of Agriculture, Water and Rural Development | | | | | | | |
| 03 | | Helmut Angula                                                                                       | 1945–                                                                                               | SWAPO                                                                                               | Nujoma III                                                                                          | 2000                                                                                                | 2005                                                                                                |
| Minister für Landwirtschaft, Wasser und Forstwirtschaft Minister of Agriculture, Water and Forestry                | | | | | | | |
| 04 | | Nickey Iyambo                                                                                       | 1936–2019                                                                                           | SWAPO                                                                                               | Pohamba I                                                                                           | 2005                                                                                                | 2008                                                                                                |
| 05 | | John Mutorwa                                                                                        | 1957–                                                                                               | SWAPO                                                                                               | Pohamba I                                                                                           | 2008                                                                                                | 2010                                                                                                |
| 05 | Pohamba II                                                                                          | John Mutorwa                                                                                        | 1957–                                                                                               | SWAPO                                                                                               | 2010                                                                                                | 2015                                                                                                | |
| 05 | Geingob I                                                                                           | John Mutorwa                                                                                        | 1957–                                                                                               | SWAPO                                                                                               | 2015                                                                                                | 2018                                                                                                | |
| 06 | | Alpheus ǃNarusebKlicklaut                                                                           | 1954–                                                                                               | SWAPO                                                                                               | Geingob I                                                                                           | 2018                                                                                                | 2020                                                                                                |
| Minister für Umwelt, Forstwirtschaft und Tourismus Minister of Environment, Forestry and Tourism                   | | | | | | | |
| 07 | | Pohamba Shifeta                                                                                     | 1968–                                                                                               | SWAPO                                                                                               | Geingob II Mbumba                                                                                   | 2020                                                                                                | 2025                                                                                                |
| 08 | | Indileni Daniel                                                                                     | | SWAPO                                                                                               | Nandi-Ndaitwah                                                                                      | 2025                                                                                                | |